# Georg Kohlmaier

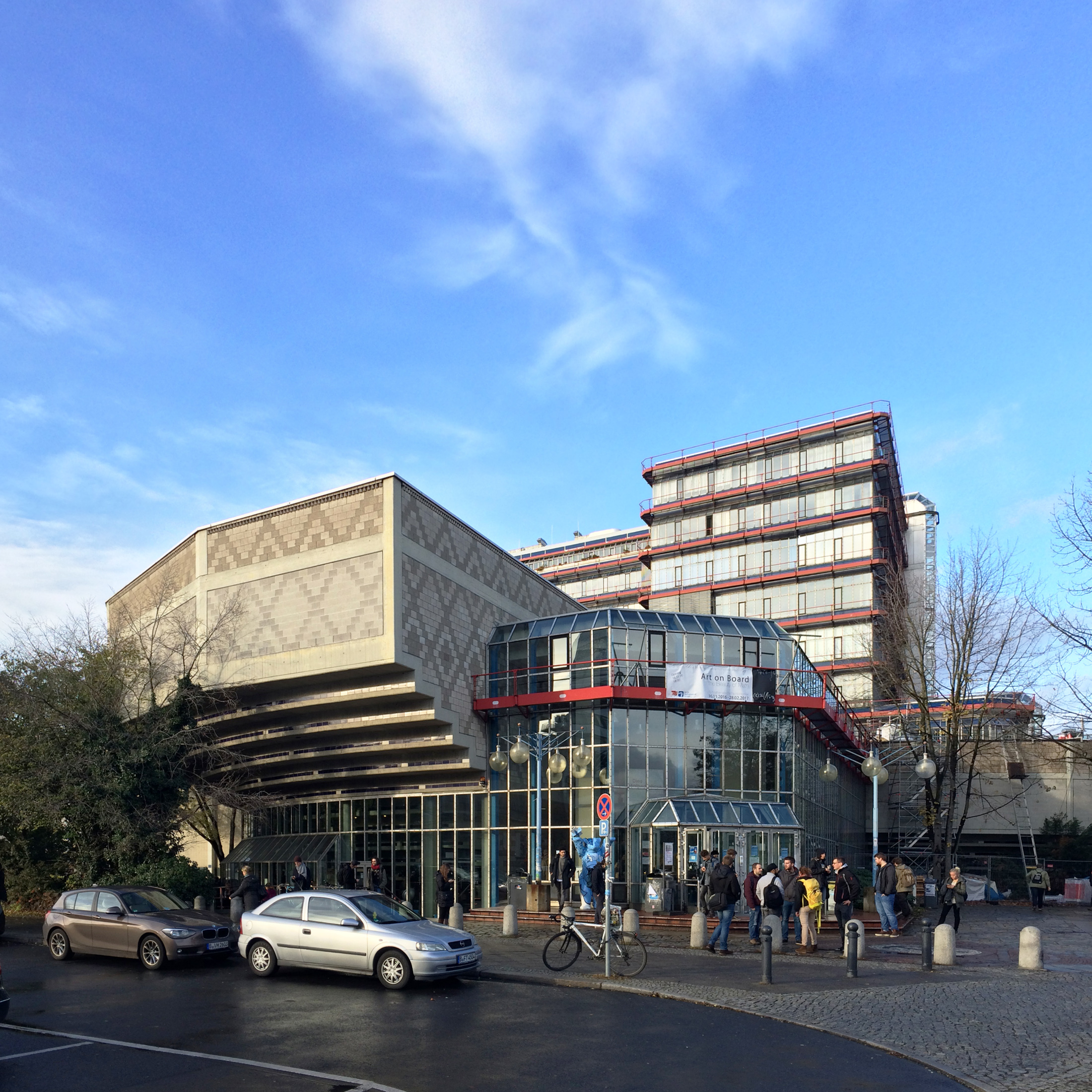
Mathematikgebäude der TU Berlin

Georg Kohlmaier (* 1937 im Bezirk Lienz) ist ein österreichischer Architekt und Autor, der in Berlin lebt und arbeitet.

## Leben und Werk
Nach Ende des Architekturstudiums in Wien verlegte Kohlmaier seinen Wohnsitz 1967 nach Berlin. Gemeinsam mit Barna von Sartory entwarf Kohlmaier zunächst visionäre Projekte, für die es keine Auftraggeber oder Verwirklichungspläne gab. Die frühen Arbeiten von Kohlmaier und Sartory sind vergleichbar mit den konzeptuellen Entwürfen der Haus-Rucker-Co oder Coop Himmelb(l)au. Auch Kohlmaier arbeitete – wie Haus-Rucker-Co – an aufblasbaren Häusern und mobilen Strukturen. Für den Wettbewerb zur Erweiterung des Campus der Technischen Universität Berlin entwarfen er und von Sartory 1967/1968 gemeinsam mit Stefan Polónyi eine modulare Megastruktur. Das Modell dazu bauten sie mit Legosteinen. Weitere Entwürfe aus dieser Zeit sind aufgeständerte Fahrsteige als Nahverkehrssystem für Berlin oder die sogenannten Rucksack-Toiletten als Sanierungskonzept für Altbauten mit schlechter sanitärer Ausstattung. 1970 veröffentlichten Kohlmaier und von Sartory die fahrenden Gehsteige in dem Buch Integrierte Transportsysteme für den Personennahverkehr.

Sehr bekannt ist eine Collage von Georg Kohlmaier von 1969, die er anfertigte, um auf die Auswirkungen der damaligen Autobahnplanungen für Berlin hinzuweisen. Kohlmaier legte eine Zeichnung des geplanten Autobahnknotenpunktes für den Oranienplatz maßstabsgerecht über ein Luftbild des bestehenden Kreuzberger Quartiers. Die Collage war Teil des Protests gegen überdimensionierte Autobahnplanung, Abrisse und Flächensanierungen. Für den Paradigmenwechsel, der in den 1970er Jahren in der Berliner Stadtentwicklung stattfand, war diese Collage von Kohlmaier ein wichtiger Anstoß.

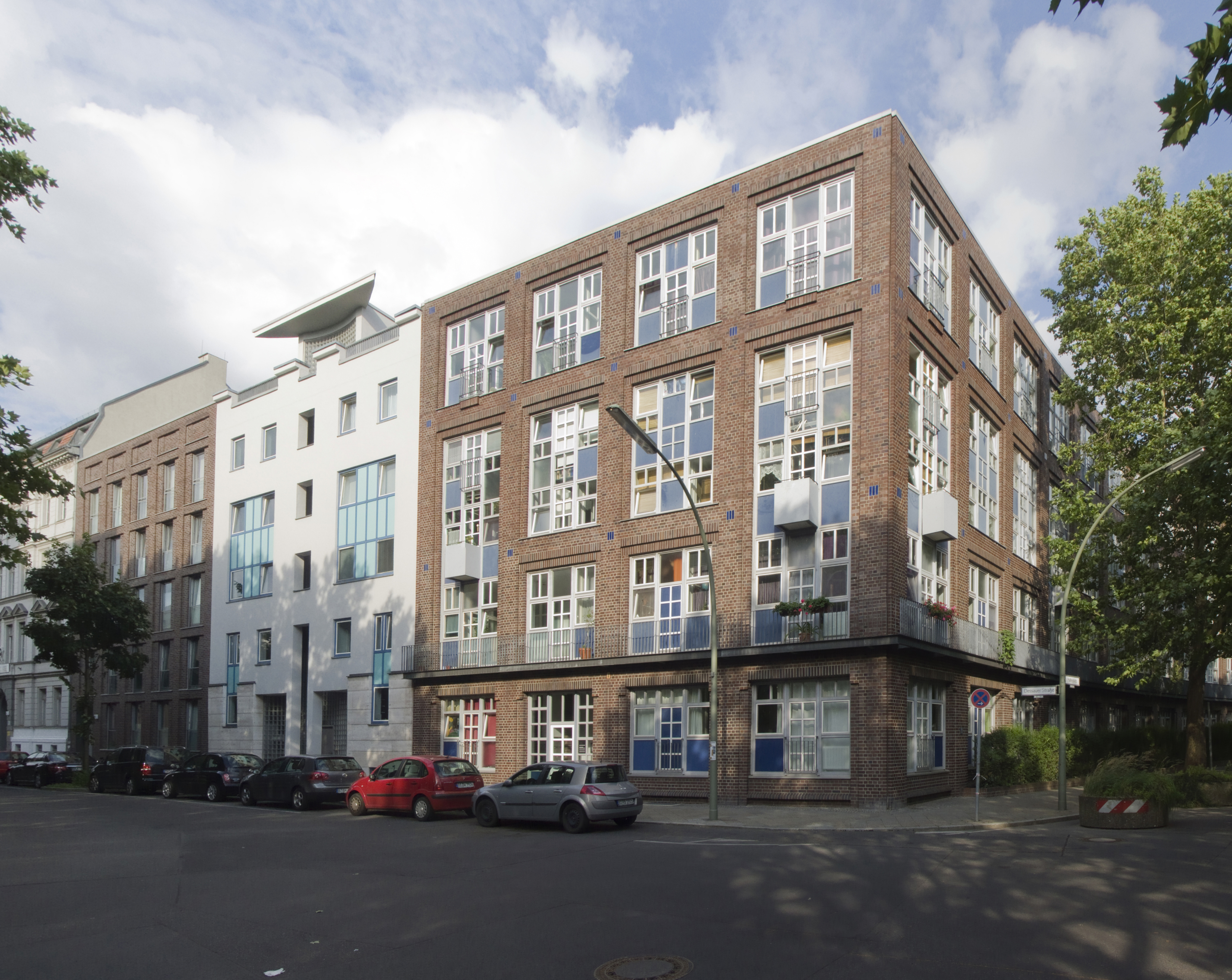
Wohnanlage am Mendelssohn-Bartholdy-Park, 1987–1990, der Bauteil Kohlmaier/von Sartory ist das Eckhaus zum Hafenplatz

Der TU-Campus-Entwurf von 1967/1968 wurde mit dem zweiten Preis ausgezeichnet. In der Folge des Wettbewerbs wurde allerdings keiner der prämierten Entwürfe ausgeführt. Stattdessen entschied man sich 1968, Direktaufträge für einzelne Institutsbauten zu vergeben. Daraus ergab sich für Kohlmaier und von Sartory der größte Auftrag ihrer gemeinsamen Zusammenarbeit. Sie planten und bauten das Mathematikgebäude der Technischen Universität Berlin an der Straße des 17. Juni. Planung und Bau dieses Gebäudes dauerten von 1973 bis 1981. Das Mathematikgebäude der TU-Berlin ist ein frühes Beispiel für eine großmaßstäbliche Solararchitektur. Es stellt einen Mix aus High-Tech-, Öko-, Pop-Art-Architektur und Brutalismus dar – abgesehen vom Glas sind vor allem rohe und raue Materialien zu sehen. 1981 veröffentlichte Kohlmaier gemeinsam mit von Sartory das Buch Das Glashaus. Ein Bautypus des 19. Jahrhunderts. Das Buch wurde ins Englische übersetzt und dort 1986 von MIT Press veröffentlicht. Der Verlag Prestel veröffentlichte eine deutsche Sonderausgabe 1996.
Georg Kohlmaier promovierte 1979 im Fach Architektur an der Universität Dortmund mit einer Arbeit über gusseiserne Tragwerke im historischen Gewächshausbau. Betreuer der Arbeit war der Architekt Stefan Polónyi. Ein weiteres Gebäude nach dem Entwurf von Kohlmaier steht in Bremen. Das Wohnhaus entstand 1974 und wurde mit dem Alphastadt-Bausystem errichtet. Für die Konstruktion war der renommierte Bauingenieur Stefan Polónyi verantwortlich. Im Rahmen der Internationalen Bauausstellung 1987 IBA Berlin realisierten Kohlmaier und von Sartory ein großes Mehrfamilienwohnhaus am Hafenplatz in Berlin-Kreuzberg.
In den 1990er Jahren arbeitete Kohlmaier zusammen mit dem Architekten Holger Kühnel. Gemeinsam realisierten Kohlmaier + Kühnel den Erweiterungsbau der Stadtwerke in Potsdam. Von 2000 bis 2010 bestand die Bürogemeinschaft Kohlmaier + Bitsch (Georg Kohlmaier und Eva Bitsch). Ein bekanntes Projekt aus dieser Zeit ist die Sanierung der Doppelkaianlage am Kreuzberger May-Ayim-Ufer in direkter Nähe der Oberbaumbrücke (2008–2010). Auf der Doppelkaianlage befindet sich die Freiplastik Signalkugel (2011) der Berliner Künstlerin Ulrike Mohr. In der Zeit zwischen 2000 und 2010 waren Kohlmaier und Bitsch verantwortlich für den Umbau von ehemaligen Botschaftsgebäuden in Berlin-Pankow-Niederschönhausen, um dort das European College of Liberal Arts (ECLA) – heute Bard College Berlin – einzurichten.

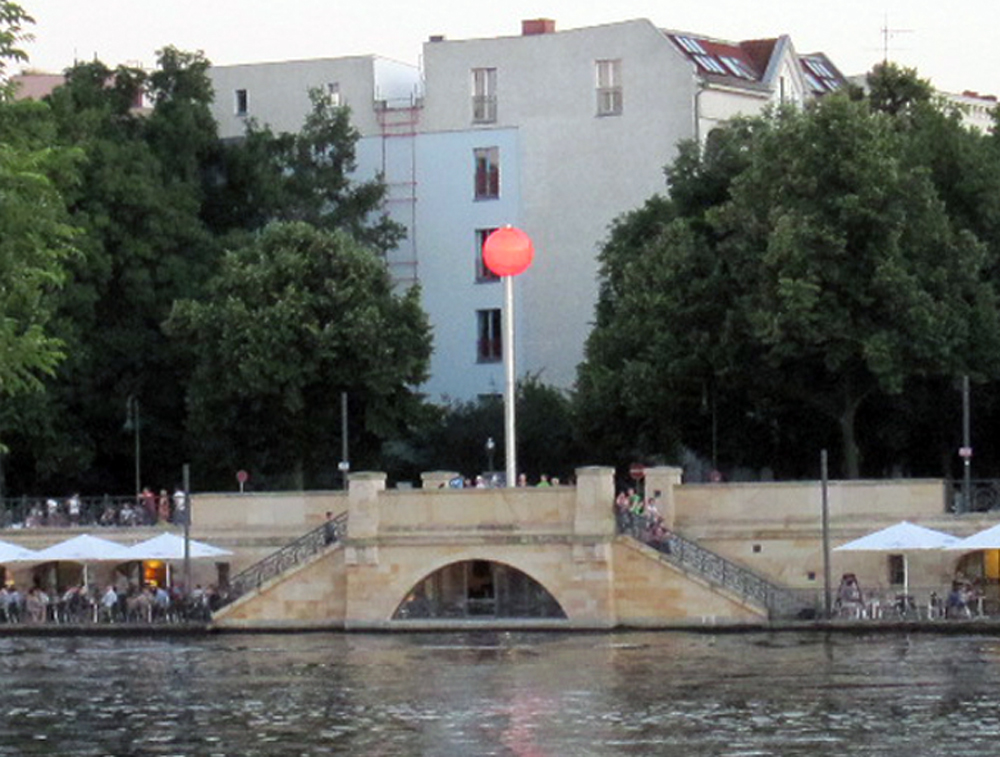
Doppelkaianlage am May-Ayim-Ufer, Berlin-Kreuzberg, 2008–2010

Als Bildhauer hat Kohlmaier ein Werk an einem öffentlichen Ort in Berlin geschaffen: Die Freiplastik Papierflieger (1983–1985) steht auf der Besucherterrasse des Flughafens Tegel.

## Publikationen
- mit Barna von Sartory: Integrierte Transportsysteme für den Personennahverkehr, Berlin: Senator für Bau- und Wohnungswesen 1970
- Dissertation: Gußeiserne Tragwerke im Gewächshausbau 1800–1870 – ein Beitrag zur Entwicklung der Glas-Eisenkonstruktionen im 19. Jahrhundert, Dortmund: Universität Hochschulschrift 1980
- mit Barna von Sartory: Das Glashaus – ein Bautypus des 19. Jahrhunderts, München: Prestel 1981
- mit Barna von Sartory: Bürohaus und Ökologie – am Beispiel des Neubaues der Mathematik der Technischen Universität Berlin, Berlin: Hildebrand 1984, ISBN 3-923164-05-X